# 361690 Laurelanmaurer
361690 Laurelanmaurer este o planetă minoră (asteroid) din centura de asteroizi. A fost descoperită pe 5 noiembrie 2007 la Tooele⁠(d) de Patrick Wiggins⁠(d). 
Obiectul prezintă o orbită caracterizată de o semiaxă mare de 2,3382019351933 UAi, o excentricitate de 0,23, o înclinație de 3,2 ° în raport cu ecliptica.